# Commandant des Forces aériennes algériennes
Pour les articles homonymes, voir Chef d'état-major de l'Armée de l'air.
Le commandant des Forces aériennes est l'officier militaire de rang le plus élevé des Forces aériennes algériennes. ﾶﾌ
L'actuel commandant des forces aériennes est le général major Ghouila Zoubir

## Historique
- Général Abdelmalek Guenaizia (1985-1990)
- Général Mokhtar Boutemine (1990-1994)
- Général major Mohamed Benslimani (1994-2005)
- Général major Abdelkader Lounès (2005-2018)
- Général major Hamid Boumaïza (2018 - 2020)[2],[3]
- Général major Mahmoud Laraba (2020 - 23 février 2025)[4]
- Général major Ghouila Zoubir (23 février 2025 - )[5]